# Cocorná (kommun)
Cocorná är en kommun i Colombia.   Den ligger i departementet Antioquía, i den centrala delen av landet, 200 km nordväst om huvudstaden Bogotá. Antalet invånare är 15 119. Arean är 210 kvadratkilometer.
Terrängen i Cocorná är varierad.